# جلط تدمري
الجلط التدمري هو نوع من أنواع الزيتون السوري، يكون ثمره عند النضج أسود اللون كبير الحجم متطاول الشكل.

## الاستفادة
يُزرعُ هذا النوع من الزيتون من أجل الاستفادة منه كزيتون مائدة بسبب طعمه اللذيذ وإنتاجيته العالية ونسبة الزيت فيه قليلة وتتراوح بين 13 إلى 15 بالمئة من وزن الحبة.

## الإنتاجية
إنتاجية الشجرة تتراوح بين 60 إلى 100 كيلو غرام سنويا.

## الاحتياجات المائية
الاحتياجات المائية لشجرة الزيتون الجلط التدمري كبيرة فهو غير مقاوم للجفاف وبالتالى فإنه يحتاج للري المستمر ويزرع تحديداً مناطق الزراعة المروية في تدمر (حمص).

## مقاومة الأمراض
شجرة زيتون الجلط التدمري مقاومة لحفار الساق ومقاومة لعين الطاووس.

## طالع أیضا
- زيتون
- مهاطي
- محزم أبو سطل
- مصعبي
- قيسي
- جلط
- دعيبلي
- صوراني
- خضيري